# Оріхівці (гміна)
Ґміна Оріхівці (пол. Gmina Orzechowce) — колишня (у 1934—1939 роках) сільська ґміна Перемишльського повіту Львівського воєводства Польської республіки (1918—1939) рр. Центром ґміни було село Оріхівці.
1 серпня 1934 року було створено об'єднану сільську ґміну Оріхівці в Перемишльському повіті Львівського воєводства внаслідок об'єднання дотогочасних (збережених від Австро-Угорщини) громад сіл (ґмін): Батичі, Дрогоїв, Дуньковички, Гнатковичі, Косеничі, Мацьковичі, Малковичі, Орли, Оріхівці, Трійчичі, Вацлавичі.
У 1945—1947 роках українське населення виселено в СРСР та на понімецькі землі.